# Trois-Rivières (Somme)
Trois-Rivières é uma comuna francesa na região administrativa de Altos da França, no departamento de Somme. Estende-se por uma área de 16.63 km². Em 2010 a comuna tinha 1 531 habitantes (densidade: 92,1 hab./km²).
Foi criada em 1 de janeiro de 2019, a partir da fusão das antigas comunas de Pierrepont-sur-Avre (sede da comuna), Contoire e Hargicourt.